# Édition en Acadie
L'édition en Acadie a une histoire récente mais mouvementée. La première maison d'édition, les Éditions des Aboiteaux, fut fondée par Anselme Chiasson en 1962.

## Histoire
Les Éditions Perce-Neige sont fondées en 1980 à Moncton et animées par le poète Gérald Leblanc jusqu'à sa mort en 2005. Représentante de « l'école de Moncton », la maison publie surtout des nouveaux titres mais aussi des classiques, à raison de six à sept titres en moyenne par année. La plupart des poètes y sont publiés, ainsi que la majeure partie des romans sur des préoccupations contemporaines. Les Éditions La Grande Marée, la seule maison d'édition située à l'extérieur de Moncton, est fondée à Tracadie-Sheila en 1994 par Jacques Ouellet. Elle publie cinq ou six titres par an sur presque tous les genres et les sujets mais cet éclectisme et la faible qualité de certains textes nuisent à sa reconnaissance. En 1996, la femme de lettres Marguerite Maillet fonde Bouton d'or Acadie, spécialisée dans la littérature jeunesse, que ce soit d'auteurs acadiens ou étrangers. Respectés pour leur qualité graphique et littéraire, la douzaine de titres publiés annuellement couvrent divers intérêts mais valorisent le respect d'autrui et de l'environnement.  Fondée en 2001 par Denis Sonier, les Éditions de la Francophonie publient de tout – toutefois peu de poésie et beaucoup de mémoires – pourvu que le texte soit convenablement écrit, qu'il ait un potentiel commercial et que l'auteur accepte de partager le risque financier. Elle axe sa mise en marché sur le milieu de l'auteur et parvient à se rentabiliser ; Louis Haché soutient ces pratiques alors que David Lonergan doute qu'elle n'a d'autre utilité que de gonfler l'égo des auteurs. 
Bouton d'or Acadie et La Grande Marée n'ont même pas d'employés permanents, alors que les Éditions de Grand-Pré ne fonctionne que lorsque son principal bénévole, le professeur Henri-Dominique Paratte, peut s'en occuper. La première maison d'édition, les Éditions d'Acadie, fait faillite en 2000. Il n'y a donc plus d'éditeurs de manuels scolaires ou d'ouvrages académiques, excepté dans quelques cas l'Université de Moncton, collaborant entre autres avec l'Université de Poitiers. Pourtant, publier un livre est facile et il semblerait, selon ce que rapporte David Lonergan, qu'un livre publié en Acadie se vende proportionnellement mieux qu'un autre vendu dans une autre province. Les pratiques et les capacités financières des éditeurs acadiens ont tout de même incité plusieurs auteurs, dont Herménégilde Chiasson, France Daigle et Claude Le Bouthillier, à se faire publier au Québec. Toutefois, d'autres comme Antonine Maillet l'ont fait parce qu'il n'y avait tout simplement pas d'éditeur à l'époque de leur écriture.
En 2020, les Éditions Bouton d'or Acadie lancent une bannière de littérature destinée à un public adulte, Mouton Noir Acadie.

## Revues littéraires
Les artistes acadiens ont souvent de la difficulté à faire parler d'eux dans les médias d'envergure. Il n'y a pas de revue culturelle du genre de Liaison au Québec ni revue artistique ni périodique culturel gratuit. L'Acadie nouvelle et Radio-Canada annoncent bien quelques publications mais souvent par un bref commentaire ou une entrevue de l'auteur. Il y a toutefois une revue littéraire, Ancrages, publiée depuis 2005 en remplacement d'Éloizes, qui avait disparu en 2003. Depuis 2012, Ancrages publie des numéros sur internet et organise des évènements littéraires.

## Bibliothèques et librairies
Il n'y a que quelques librairies, d'abord près des campus de l'Université de Moncton – Edmundston, Moncton et Shippagan – auxquelles s'ajoutent quelques-unes dans des villes comme Caraquet et Tracadie-Sheila à partir des années 2000.